# 缩略图

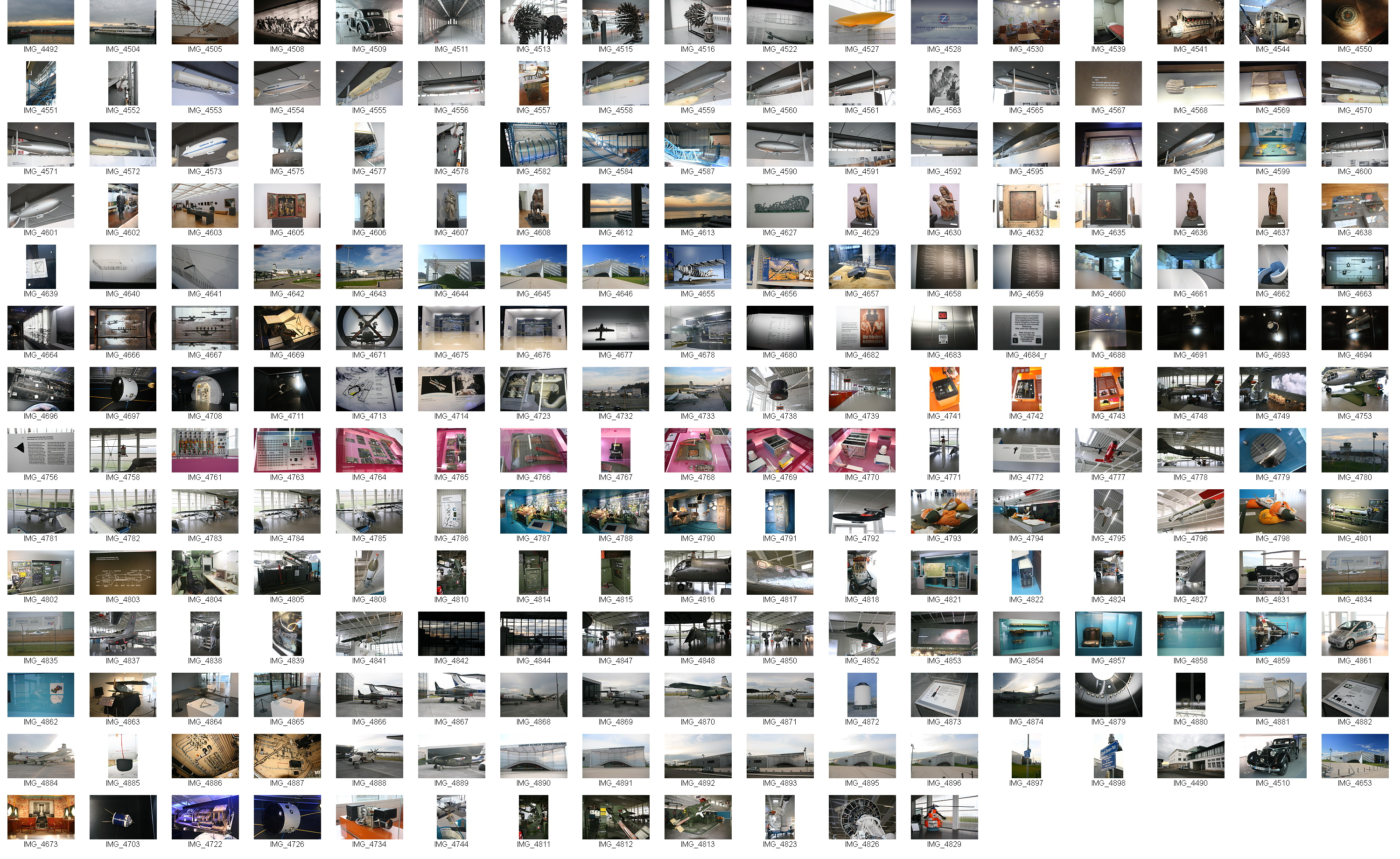
多個圖像的缩略图目錄

缩略图（英語：thumbnail）是一种较小尺寸的图像或影片，用于方便在大量檔案中寻找檔案，常用在網路搜索功能中。Microsoft Windows、macOS、KDE（Linux）、GNOME（Linux）等系统都内置生成缩略图的功能。